# コピュラ
コピュラ (copula) または繋辞（けいじ）とは、文の主語と述語を結ぶための補助的な品詞をいう。コピュラによって主語と結ばれる語は名詞など、動詞以外の品詞が多い。

## 概要
もともとはラテン語で「連結」の意味を表す名詞であったが、文法用語として使われるようになった。日本語で繋辞（けいじ）、繋合詞、むすび、連辞とも呼ばれる。また、コプラと呼ぶときもある。多くの言語で動詞のようにふるまい、特別な動詞として品詞分類される。
X＝Yの形式を作るのがコピュラであるが、「Y＝Xと交換可能であり、2つの要素が一致すること」を指定（してい）、「Y＝Xとすることができず、YがXの属性を表すこと」を措定（そてい）と呼ぶ。これらを区別して表現する言語もある。
コピュラが存在動詞と共通の言語も多いが、全く別の言語もある。

## 各言語におけるコピュラ

### 日本語
日本語では、例えば、「だ」「です」「（で）ある」「（で）ない」「らしい」「ようだ」「ちがいない」「しれない」「そうだ」「になる」などがこれにあたる。一般に行われている学校文法では、「だ」「です」「らしい」「ようだ」「そうだ」は助動詞 の一部として扱われていて、方言によっては、「や」「じゃ」なども使われる。また、名詞と名詞の関係を表す「の」のうち、「である」で置き換えられ、同格を表すものをコピュラに入れる場合もある。これらのうち、「です」「である」「になる」などは存在を表す「ある」という語から派生してできたものである。

#### ウナギ文
日本語では、例えば食べ物を注文する際の「ぼくはウナギだ」のように、一致や属性を意味しない場合にもコピュラを用いることが多いとの指摘があり、このようなコピュラの使用をする構文を前記例文にちなんで、ウナギ文と呼ぶことがある。これについては現在までにさまざまな文法的な説明がなされている。

### 印欧語
英語ではbe動詞や "become" がこれにあたり、連結動詞（英: linking verb）または繋合動詞 (copulative verb) と呼ばれ、動詞として品詞分類されることがある。
他の西洋のインド・ヨーロッパ語族の言語では、ドイツ語のsein動詞や "werden" 、フランス語のêtre動詞や "devenir" がこれに該当するが、英語のbe動詞同様に存在動詞を兼ねている。
ロマンス語系の多くの言語（現代フランス語などを除く）では、コピュラは2種類ある。一つはラテン語のesseに由来するもので、普遍的な属性を示す。スペイン語ではser動詞、イタリア語ではessere動詞がそれに相当する。もう一つはラテン語のstareに由来するもので、一時的な状態を示す。スペイン語ではestar動詞、イタリア語ではstare動詞がそれに相当する。同じような文でもesse系の動詞を使うかstare系の動詞を使うかで意味が若干異なってくる。
Jaime es viejo.（ser動詞を使用） : ハイメは年寄りだ
Jaime está viejo.（estar動詞を使用） : ハイメは年をとった
これらはいずれも「ハイメは（現在）年寄りである」ことを述べているが、後者には「以前は年寄りではなかった」というニュアンスが含まれる。
ゲール語でもコピュラを多く使用する例があり、特にアイルランド語では動詞 "Tá" がこれと同様の動きをし、コピュラ形の不変化詞 "Is" に変化をする。
Is duine tábhachtach é（Tá 動詞を使用） : 彼は大切な人だ
インド・ヨーロッパ語族の言語では、コピュラは複雑に語形変化する場合が多い。

### 中国語
中国語では「是」がこれと同様の働きをする。文語文や方言である広東語や客家語では「係」を使う。また、「為」にも同様の使い方があるが、いずれも語形変化はない。
なお、主語や客語の一部が省略されてウナギ文（前述）のような形になることがある。「我是医生（私は医者です）」「我是501室的（私は501号室です）」前者は「私は医者です（我是医生）」という意味であり、後者は私は501号室のもの（我是501室的人）という意味である。

### 朝鮮語
朝鮮語では「이다」（イダ）がこれに相当する。

### アイヌ語
アイヌ語では、ne（他動詞）がこれに相当し、人称接辞が接頭する。たとえば、「私は男だ」は、Okkay ku=ne.（okkay＝男）となり、「お前は男だ」は、Okkay e=ne.となる。日本語のようなウナギ文は見られない。存在動詞（単数an/複数okayまたはoka）は自動詞であり、まったく別の動詞である。

## 無標
また、コピュラにあたる単語がないか、あっても多くの場合使用しない言語もあり、アラビア語、ロシア語(現在時制)やインドネシア語などがそうである。その場合、主語とそれを説明する語を並べて等位であることを示し、アラビア語では「انا مسلم（私はムスリム）」ロシア語では「Я чайка.（私はかもめ）」、インドネシア語では「Saya orang Indonesia.（私はインドネシア人）」の例が挙げられる。日本語と中国語でも、「ぼくドラえもん」「あれ東京タワー」、「他北京人（彼は北京の人）」のようにコピュラを省略してそのようにする場合があるが、いずれもコピュラの使用がどちらかといえば一般的である。